# Vanessa terpsichore
Pour les articles homonymes, voir Terpsichore (homonymie).
Espèce
Vanessa terpsichore est une espèce de lépidoptères (papillons) de la famille des Nymphalidae, de la sous-famille des Nymphalinae et du genre Vanessa.

## Systématique
L'espèce Vanessa terpsichore a été décrite en 1859 par le naturaliste allemand Rodolfo Amando Philippi (1808-1904).

## Noms vernaculaires
Vanessa terpsichore se nomme Chilean Lady en anglais et Mariposa colorada en espagnol.

## Description
Vanessa terpsichore est un moyen à grand papillon, au dessus de couleur marron et rose orangé prédominant dans la partie basale des antérieures et la totalité des postérieure. L'apex des antérieures est ornées de petites taches blanches et les postérieures ont une bande ponctuée d'ocelles noirs.
Le revers est ocre terne rayé d'ocre clair avec aux antérieures une partie basale rose.

## Biologie

### Plantes hôtes
Les plantes-hôtes de sa chenille sont des orties (Urticaceae) et des mauves (Malvaceae).

## Écologie et distribution
Vanessa terpsichore est présente en Amérique du sud, au Chili.

### Protection
Pas de statut de protection particulier.

### Philatélie
Vanessa terpsichore a donné lieu à l'émission d'un timbre au Chili en 1994.